# 매리 어프스
매리 어프스(Mary Earps, 본명: 메리 알렉산드라 어프스, Mary Alexandra Earps, 1993년 3월 7일 ~ )는 여자 슈퍼리그와 잉글랜드 대표팀에서 맨체스터 유나이티드의 골키퍼 (축구)로 활약하는 영국 프로 축구 선수이다. 2023년 FIFA 여자 월드컵에서는 잉글랜드 대표팀 부주장을 맡아 대회 최우수 골키퍼에게 주는 골든 글러브상을 받았다.
이전에 FA WSL 클럽인 브리스톨 아카데미, 버밍엄 시티, 돈캐스터 벨레스, 레딩에서 뛰었고 분데스리가에서는 VfL 볼프스부르크에서 뛰었다. 어프스는 17세 이하, 19세 이하, 23세 이하 레벨에서 잉글랜드를 대표했으며 2017년에 첫 시니어 캡을 획득했다.

## 사업 벤처
2023년 6월 어프스는 MAE27이라는 자체 의류 및 의류 사업을 시작했다.

## 개인 생활
어프스는 노팅엄의 웨스트브리지포드(West Bridgford)에서 자랐으며 더 베킷 스쿨(The Becket School)에 다녔다. 그녀의 축구 경력은 10세 때 웨스트브리지포드 콜츠(West Bridgford Colts)에서 시작되었으며, 그곳에서 그녀는 골키퍼에 특별한 재능이 있다는 것을 깨달았다. "Where Greatness Is Made" 캠페인의 일환으로 어프스를 기리는 명판이 노팅엄의 웨스트브리지포드 FC(West Bridgford F.C.)에 설치되었다.
2012년부터 2016년까지 어프스는 러프버러 대학교에서 정보 관리 및 비즈니스 연구 학위를 취득했다.

## 수상 기록
- 2023 FIFA 여자 월드컵 골든 글로브
- 2022 FIFA 올해의 골키퍼
- FA 여자 슈퍼 리그 골든 글로브 (2022-23)